# Биохакер
Биохакеры — энтузиасты любительских исследований в области молекулярной биологии. В своей деятельности придерживаются хакерских принципов применительно к современным биологическим исследованиям, считая, что «инновации в биологии должны быть легкодоступными, недорогими и открытыми для всех». В настоящее время оригинальное значение этого термина искажено и также используется для обозначения людей, занятых диагностикой и лечением без медицинского образования. По замечанию биолога и популяризатора науки Александра Панчина, «недобросовестные деятели не впервые „угоняют“ вполне пристойное слово, имитируют с его помощью свою якобы принадлежность к миру науки и пытаются таким образом обогатиться».
Биохакеры не только проводят независимые биологические исследования, но и самостоятельно создают исследовательское оборудование, в том числе для генетического редактирования. При разработке научных приборов биохакеры придерживаются принципов «открытого кода»: оставляют покупателю возможность контролировать, настраивать и автоматизировать приобретенную систему, в том числе путем доработки открытого для изменений программного обеспечения.
Цели биохакеров — оптимизация работы организма и различных систем, борьба с заболеваниями (например, с сахарным диабетом или синдромом Марфана), подтверждение собственных оригинальных идей, таких, например, как смена биологического пола, и удовлетворение научного любопытства.
Биохакеры могут работать индивидуально, либо объединяются в сообщества и создают любительские лаборатории.

## Области исследований
- создание генетически модифицированных организмов[9];
- анализ и модификация геномов, в том числе своего собственного[10];
- разработка «опен-сорсных» медицинских[5] и лабораторных приборов, например, установок для ПЦР

## Известные биохакеры

### Российские биохакеры
- Денис Варванец — Биохакер, биогеронтолог, спортивный физиолог[11]. Популяризатор идей оптимизации и тюнинга организма[12] и сторонник реверсивных терапий старения[13]. Сторонник активного противостояния ухудшения ментального здоровья зимой[14]. Научный редактор книги «Биохакинг, руководство по раскрытию потенциала организма».[15] Варванец за счет биохакинга смог обогнать мастера спорта международного класса в беге Ольгу Тарантинову, не являясь при этом профессиональным спортсменом[16]. Спикер на международной конференции по реверсивным терапиям старения Undoing Aging (Берлин)[17][18]

- Станислав Скакун — Биохакер, финансовый аналитик[19]. Автор проекта по анализу и хранению данных Biodata. Измеряет на регулярной основе 780 показателей организма[20] и для коррекции своей риск-панели принимает 30 таблеток в день[21].

- Серж Фаге — основатель Островок и TokBox, участник клуба предпринимателей Шмит 16[22], автор статьи «как я потратил 200 000 долларов на биохакинг»[23]. Сторонник оптимизации различных параметров организма и улучшения интеллекта.

### Зарубежные биохакеры
- Теему Арина (Teemu Arina) — соавтор книги Biohacker’s handbook[24] («Биохакинг, руководство по раскрытию потенциала организма»), организатор международной конференции по биохакингу Biohacker Summit.[25]
- Дейв Эспри (Dave Asprey) — предприниматель, автор проекта Bulletproof, написал пять книг о биохакинге. Аспри сказал, что собирается дожить до 180 лет. По состоянию на 2019 год, Эспри, по собственным словам, потратил не менее $1 млн на «взлом своей собственной биологии», включая введение ему собственных стволовых клеток, ежедневный прием 100 добавок в соответствии со строгими требованиями. диета, купание в инфракрасном свете, использование гипербарической кислородной камеры и ношение специальных линз во время полёта.
- Джошуа Зайнер (Josiah Zayner) — предпринял попытку полной трансплантации фекальной микробиоты на себе в феврале 2016 года.[26]

## Оценка деятельности
Деятельность некоторых американских биохакеров может вызывать опасения. В 2005—2013 годах представители американской общественности и ФБР США опасались, что неконтролируемое использование биотехнологий может привести к случайному или даже намеренному созданию новых видов биологического оружия. В 2017 году FDA беспокоили попытки применения не протестированных и официально не зарегистрированных препаратов для генетического редактирования для самолечения.
Мода на биохакинг побуждает применять на себе то, что было тестировано только на животных: «…по некоторым оценкам есть только примерно 1 шанс из 100, что средство, продемонстрированное однажды на животных, будет эффективно для людей. Более того, некоторые средства, не только показавшие высокую эффективность лечения в опытах на червях и мухах, но и на мышах, и приматах, могут оказаться смертельно опасными для лечения людей».
Однако существует мнение о полезности и перспективности любительских биотехнологических исследований. Проводятся аналогии с «гаражными» информационными технологиями 70-х годов, на основе которых сформировались многомиллиардные IT-корпорации. В 2017 году крупная компания-производитель медицинского оборудования Medtronic совместно с биохакерами создало автоматическую инсулиновую помпу — аналог искусственной поджелудочной железы.
В 2015 году биохакеры провели первую инъекцию ночного зрения.
В 2017 году в среде биохакеров приобрел популярность препарат для генетического редактирования мышц на основе технологии CRISPR.
В 2020 году российские биохакеры Николай Сидоров и Юрий Хаит провели эксперимент, где с помощью плазмафереза с альбумином (данная процедура является реверсивной терапией старения на мышах) улучшили такие биомаркеры старения как окисленный липопротеин низкой плотности и наивные Т клетки.